# Berghauptmann
Ein Berghauptmann bzw. Oberberghauptmann (früher Berghofmeister) war bzw. ist in den deutschen Ländern ein Bergbeamter, der als Direktor des Oberbergamts, also der zweiten bzw. mittleren Berginstanz, für die Leitung der Bergbaubetriebe, der Schmelzhütten sowie die Beaufsichtigung der Bergleute und Hüttenleute zuständig war. Es gab in allen größeren Bergwerksstaaten wie z. B. Preußen, Sachsen und Hannover einen Berghauptmann. Er war als oberster Beamter für den Bergbau eingesetzt und vertrat den Landesherrn in allen bergrechtlichen Belangen, in Österreich war er der Leiter der Berghauptmannschaft.

## Aufgaben und Kompetenzen
Vom 15. Jahrhundert bis zu Beginn des 18. Jahrhunderts wurde der oberste Bergbeamte bzw. Berghauptmann auch Berghofmeister genannt. Dem Berghauptmann unterstanden alle Bergmeister und bergbaulichen Bergvögte, sowie alle anderen Bergbeamten des Landes. In dieser Funktion musste er alle ihm unterstellten Beamten beaufsichtigen, diese wiederum waren ihm zu Gehorsam verpflichtet. Die Stelle des Berghauptmann konnte in der damaligen Zeit nur ein Mitglied des Adels ausführen. Er hatte die Aufgabe darüber zu wachen, dass kein Missbrauch getrieben wurde und musste, sobald ihm ein Missbrauch auffiel, diesen sofort abstellen. Er war von seinem Landesherrn dazu angehalten bei Betrug oder Untreue unverzüglich Sanktionen zu ergreifen. Aus diesem Grund war er auch befugt die höheren Bergbeamten zu rügen oder sie mit Strafen zu belegen. 
Des Weiteren musste er alles, was der Verbesserung des Bergbaus diente, einführen und für Ruhe und Ordnung sorgen. Er war verpflichtet Gerechtigkeit gegen jedermann walten zu lassen.

## Hierarchie in Preußen
In Preußen stand an der Spitze der Bergbehörden ein Oberberghauptmann, ihm zur Seite standen vortragende Räte. Die Bergbehörden waren unterteilt in Oberbergämter. An der Spitze jedes Oberbergamtes stand als Direktor ein Berghauptmann. Ihm zur Seite standen die Oberbergräte, sowie die Bergassessoren, Markscheider und Bauinspektoren als Gehilfen.